# Eva. Confidenze di una minorenne
Eva. Confidenze di una minorenne (Die Halbzarte) è un film del 1959 diretto da Rolf Thiele.
Commedia sexy e sentimentale come si usava negli anni cinquanta/sessanta, narra la storia di una stramba famiglia austriaca, composta dal padre (Josef Meinrad, lo stesso attore che faceva il tenente tonto, cavalier servente di Romy in "Sissi"), la madre (Magda Schneider, madre reale di Romy), la figlia ventenne Nicole (Romy Schneider), una sorella più piccola, Brigitte (Gertraud Jesserer) ed il fratellino Thomas (Alfred Costas).
Il film è stato presentato in concorso al 12º Festival di Cannes.

## Trama
La famiglia di artisti Dassau (il padre è scrittore, i figli sono pittori o musicisti) è in difficoltà economica. Alla figlia Nicole viene l'idea di scrivere un libro scandaloso, che dovrebbe far leva sul pubblico perché contenente le presunte memorie sessuali di una ragazza adolescente, pur non avendo lei alcuna esperienza in materia. I genitori all'inizio sono perplessi, poi si convincono e collaborano al progetto.
Al libro viene dato il titolo di "Eva. Confidenze di una minorenne", ed ha molto successo, tanto che un editore americano si interessa per la pubblicazione anche negli Stati Uniti. Vuole però conoscere l'autrice del testo, e Nicole è costretta a prestarsi al gioco ed a recitare la parte di una ragazza terribilmente sfrontata e disinibita.
L'editore si innamora di lei e inizialmente le promette di portarla con sé a New York. In seguito però ci ripensa ed una sera al Luna Park le dice che non vuole più portarla con sé, perché sconvolto dalla sua licenziosità. Nicole confessa la messa in scena, ma lui la lascia lo stesso gridando che non vuole avere niente a che fare con una ragazza onesta.
La madre di Nicole arguisce dal suo comportamento contraddittorio che è innamorato della figlia...